# Харьковский авиационный институт
Национальный аэрокосмический университет «Харьковский авиационный институт» (укр. Національний аерокосмічний університет "Харківський авіаційний інститут") — высшее учебное заведение IV уровня аккредитации, выпускающее специалистов в области разработки и производства авиационной и космической техники. Основан в 1930 году путём выделения авиационной специальности механического факультета из ХПИ. Расположен в Харькове, в районе посёлка Литвиновка.

## История
ХАИ был основан в 1930 году на базе авиационного факультета Харьковского технологического института. До 1951 года институт располагался на улице Сумской, в здании Союза горнопромышленников Юга России.
В 1941—1944 годах институт был эвакуирован в город Казань.
В 1949—1954 годах был построен городок ХАИ с аэродромом в посёлке, названном именем Н.Е.Жуковского. Были построены главный корпус, моторный корпус, инженерный корпус, факультет ГВФ (переведённый в Киев), три общежития.
Его история тесно связана с развитием авиационной техники и науки в Советском Союзе. Институт славится созданием первого в Европе скоростного самолёта с убирающимся шасси и создание конструкции турбореактивного двигателя, разработанного преподавателем ХАИ А. М. Люлька, который впоследствии стал академиком и конструктором авиационных двигателей, включая двигатель самолёта Су-27 .
ХАИ является высшим учебным учреждением, где самолёты, разработанные в ОКБ института под руководством профессора И. Г. Немана изготавливались серийно на авиационных заводах и работали на пассажирских авиалиниях.
С 1977 по 1984 год генеральный конструктор Олег Константинович Антонов руководил отделом структуры самолёта в ХАИ.
В 1978 году ХАИ было присвоено имя Н. Е. Жуковского. В 1980 году институт был награждён орденом Ленина.
С провозглашением в 1991 году независимости Украины ХАИ стал единственным институтом страны, осуществляющим комплексную подготовку специалистов для авиационно-космической отрасли.
В 1992 году впервые в истории ХАИ начал обучение иностранных граждан, был создан факультет экономики и менеджмента. В 1999 году создан ещё один факультет — гуманитарный.
В августе 1998 года на базе ХАИ был создан Государственный аэрокосмический университет имени Н. Е. Жуковского "ХАИ".
11 сентября 2000 года университету присвоен статус национального и наименования — Национальный аэрокосмический университет им. Н. Е. Жуковского «Харьковский авиационный институт».

### Вторжение России в Украину
28 марта 2022 года российские ракеты прилетели на территорию Национального аэрокосмического университета им. Н.Е. Жуковского. Обломком ранило прохожего. Потерпели повреждение здание манежа и ДМС-3 (повреждены стёкла в некоторых помещениях).

## Руководство
- Петров (Горбенко) Григорий Ефимович (1930-1931)
- Ведмедер Андрей Емельянович (1931-1932)
- Красильников Петр Петрович (1932-1936)
- Хлебников Григорий Андреевич (1936-1940)
- Еременко Анатолий Петрович (1941-1946)
- Люкевич Дмитрий Александрович (1946-1961)
- Масленников Николай Арсеньевич (1962-1976)
- Кононенко Вадим Григорьевич (1976-1983)
- Березюк Николай Тимофеевич (1983-1998)
- Кривцов Владимир Станиславович (1998-2017)
- Нечипорук Николай Васильевич (2017-2023)
- Литвинов Алексей Николаевич (2023- н.в.) (и.о.)

## Факультеты
- Факультет самолётостроительный (№ 1)
- Факультет авиационных двигателей (№ 2)
- Факультет систем управления летательными аппаратами (№ 3)
- Факультет ракетно-космической техники (№ 4)
- Факультет радиоэлектроники, компьютерных систем и инфокоммуникаций (№ 5)
- Факультет программной инженерии и бизнеса (№ 6)
- Факультет гуманитарно-правовой (№ 7)

## Летательные аппараты ХАИ
- ХАИ-1
- ХАИ-4

## Научные исследования
В ХАИ проводятся научно-исследовательские работы по следующим направлениям:
- исследования в области дозвуковой и сверхзвуковой аэродинамики;
- испытания новых образцов летательных аппаратов с помощью динамически подобных летающих моделей;
- комплексные исследования усталости и долговечности авиационных конструкций;
- разработка беспилотных летательных аппаратов для наблюдения, картографирования и другого назначения;
- технологии и оборудование для высокоскоростного формообразования (штамповка взрывом, электрогидравлическая штамповка, импульсная резка заготовок, импульсное брикетирование стружки и др.);
- технологии сварки разнородных цветных металлов;
- технологии нанесения покрытий со специальными свойствами (ионно-плазменные, газоструйные, газо-детонационные и др.);
- проектирование конструкций из композиционных материалов;
- разработка медицинских компьютерных информационных и диагностических комплексов;
- создание высокоэффективных двигателей летательных аппаратов;
- системные технологии проектирования;
- разработка и создание нетрадиционных энергосистем (с использованием солнечных батарей, энергии ветра и др.);
- дистанционное зондирование поверхности с аэрокосмических носителей;
- разработка систем управления и контроля летательных аппаратов;
- разработка оборудования на воздушной подушке и др.

## Исторические факты
- В ХАИ были воссозданы «с нуля» четыре старинных самолёта. Первым был самолёт Григоровича М-9 для фильма о юности Сергея Королёва «Разбег (фильм)». Сейчас он в разобранном состоянии находится в ХАИ. Вторым стал «Ньюпор-4» для фильма «Джокер», который сейчас висит в Москве в ночном клубе Антона Табакова. (Оба фильма были сняты на Одесской киностудии). Третьим самолётом стал По-2 (2005—2008). Четвёртым, в 2010 году, стала «этажерка» «Фарман-4» с двигателем от автомобиля «Мазда».[2]
- В университете преподавали генеральные конструкторы и руководители крупнейших авиационно-космических предприятий: Я. Е. Айзенберг, С. А. Бычков, В. А. Богуслаев, И. В. Драновский, С. Н. Конюхов, Ф. М. Муравченко, А. К. Мялица. Среди преподавателей университета 1 лауреат Ленинской премии СССР, 3 лауреата Государственной премии СССР, 25 лауреатов Государственной премии Украины, 11 лауреатов премии Совета Министров СССР. Также преподавали О. К. Антонов, Я. Е. Айзенберг, Ф. М. Муравченко.
- Университет занимает отдельную территорию города в лесопарковой зоне площадью около 25 га, на которой расположено 8 учебных корпусов, 2 научно-исследовательских института, научные лаборатории, библиотека с фондом 920 000 томов, студенческий городок, спорткомплекс, профилакторий, столовые.
- Университет является соисполнителем Международной космической программы «Альфа», а также научных проектов с фирмами США, Японии, Германии, Мексики, Нидерландов, Китая.
- До 1970-х годов на территории и за нынешней территорией института существовал аэродром ХАИ, один из шести военных аэродромов Харькова. В настоящий момент частично застроен, уже несколько десятилетий его невозможно использовать.
- На территории университета установлен памятник «шаре» (получению чего-либо бесплатно).
- В университете отмечается праздник «Тысяча и одна ночь», знаменующий 1001-ю ночь с момента поступления в университет. Обычно выпадает на 28—29 мая. Основные атрибуты праздника — дипломы и флаг. Наиболее популярные места проведения: Эсхар, Старый Салтов, Гинеевка, Коробов Хутор. Праздник было принято отмечать составом всей студенческой группы. Кроме того, после защиты диплома в студенческом общежитии проводится катание на тазиках — по лестничным пролётам самостоятельно и с помощью студентов младших курсов.

## Галерея

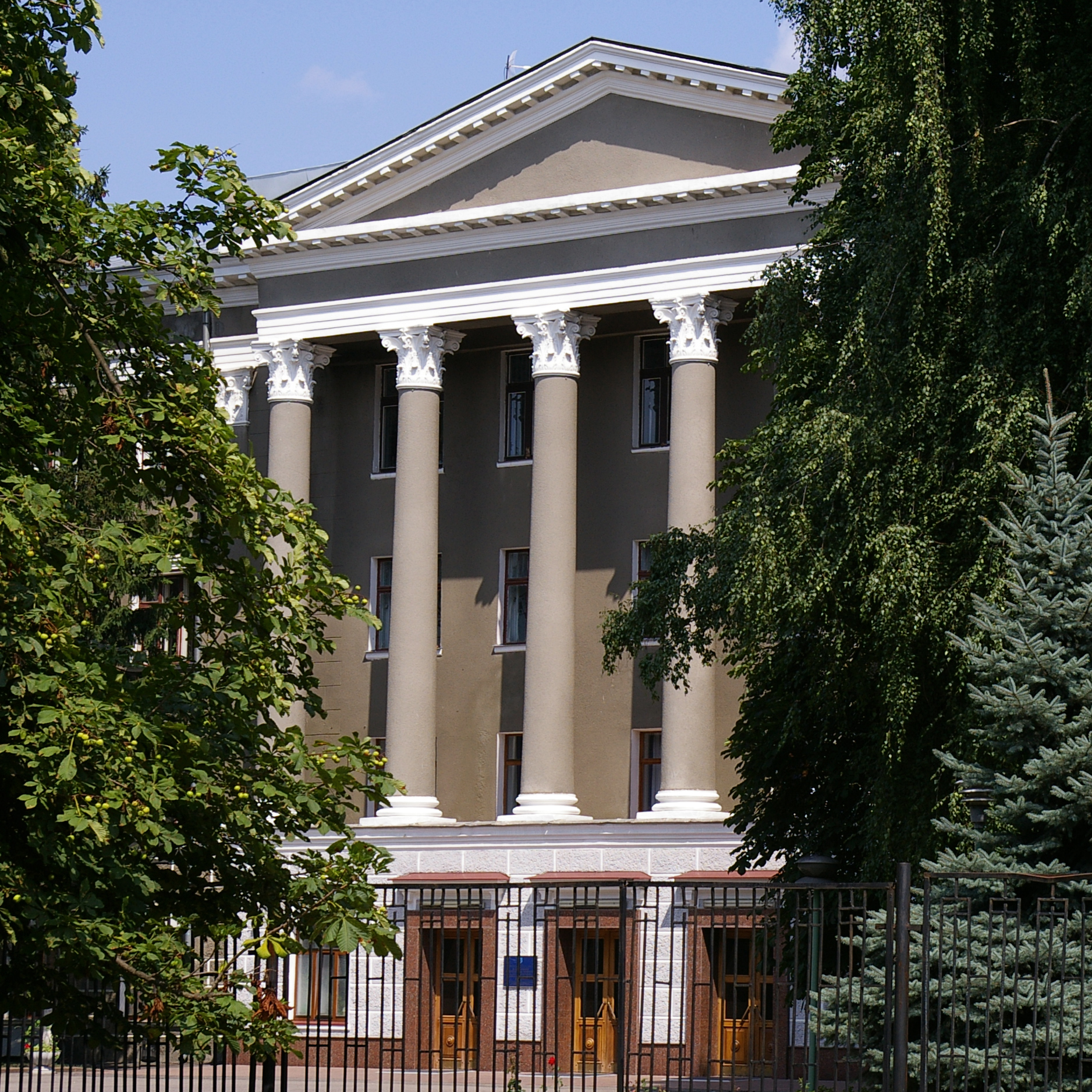
Главный корпус
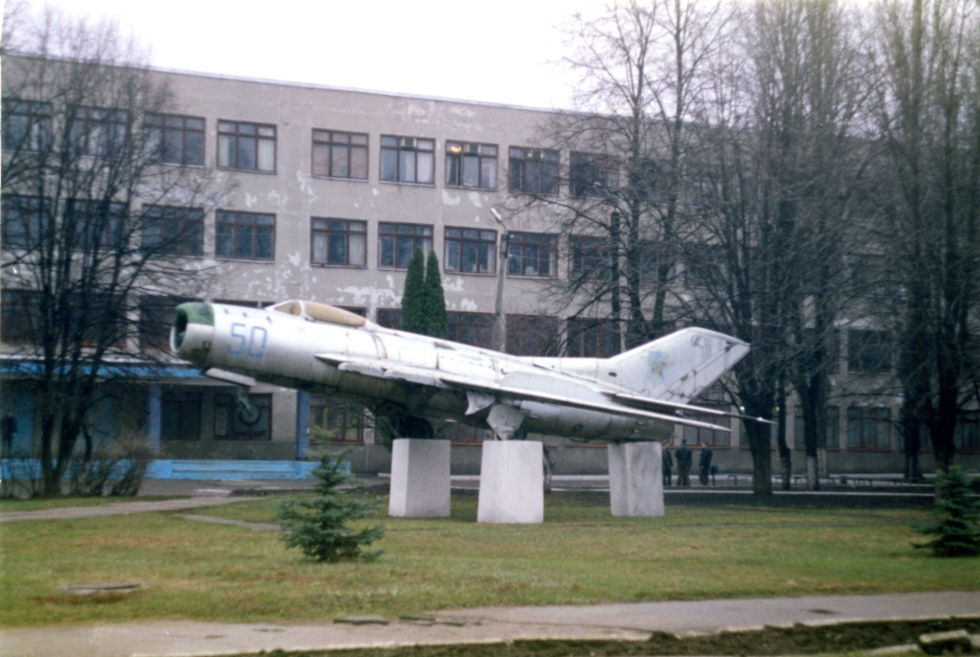
Истребитель МиГ-19ПМ
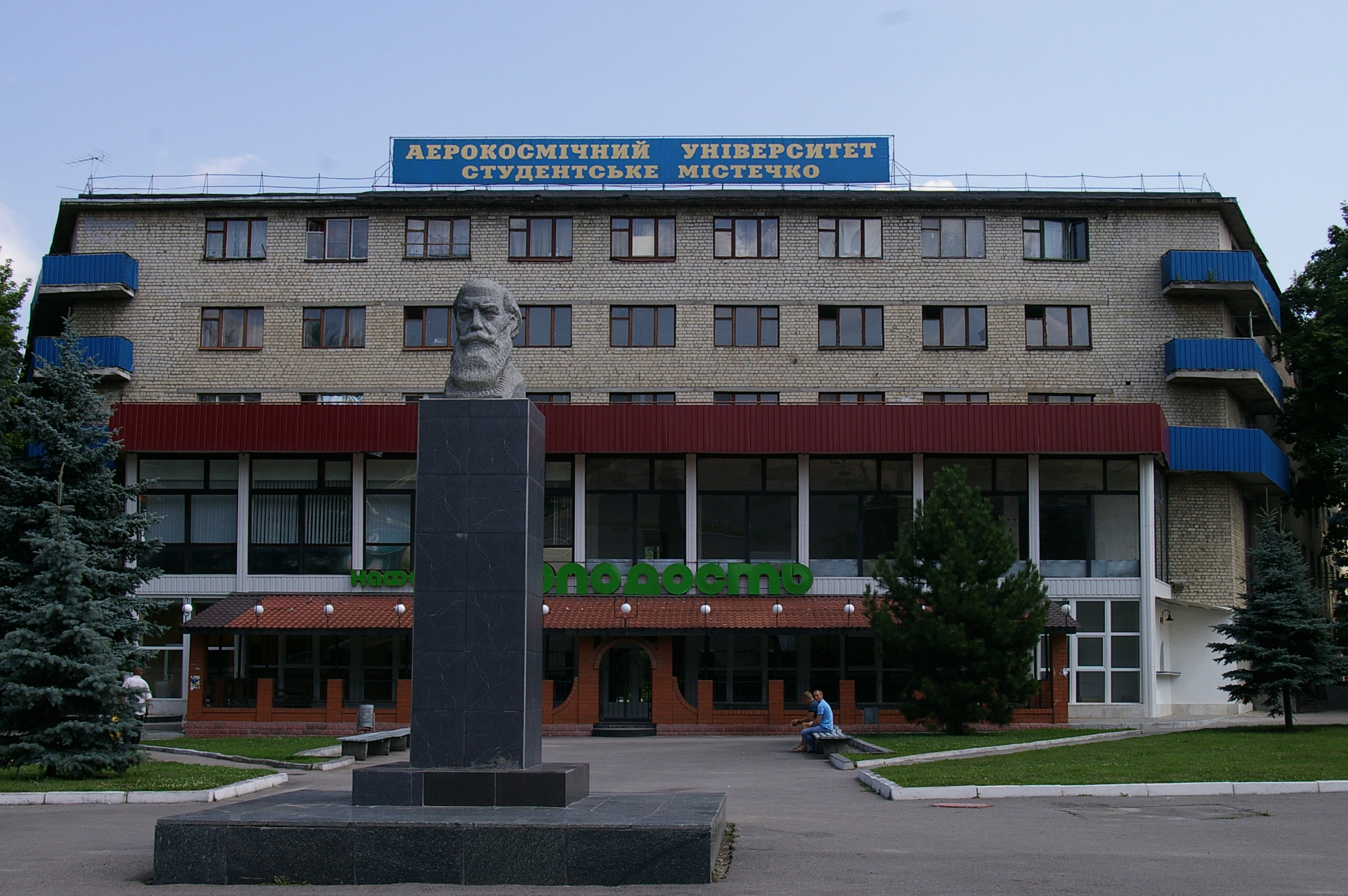
Памятник Н.Е. Жуковскому
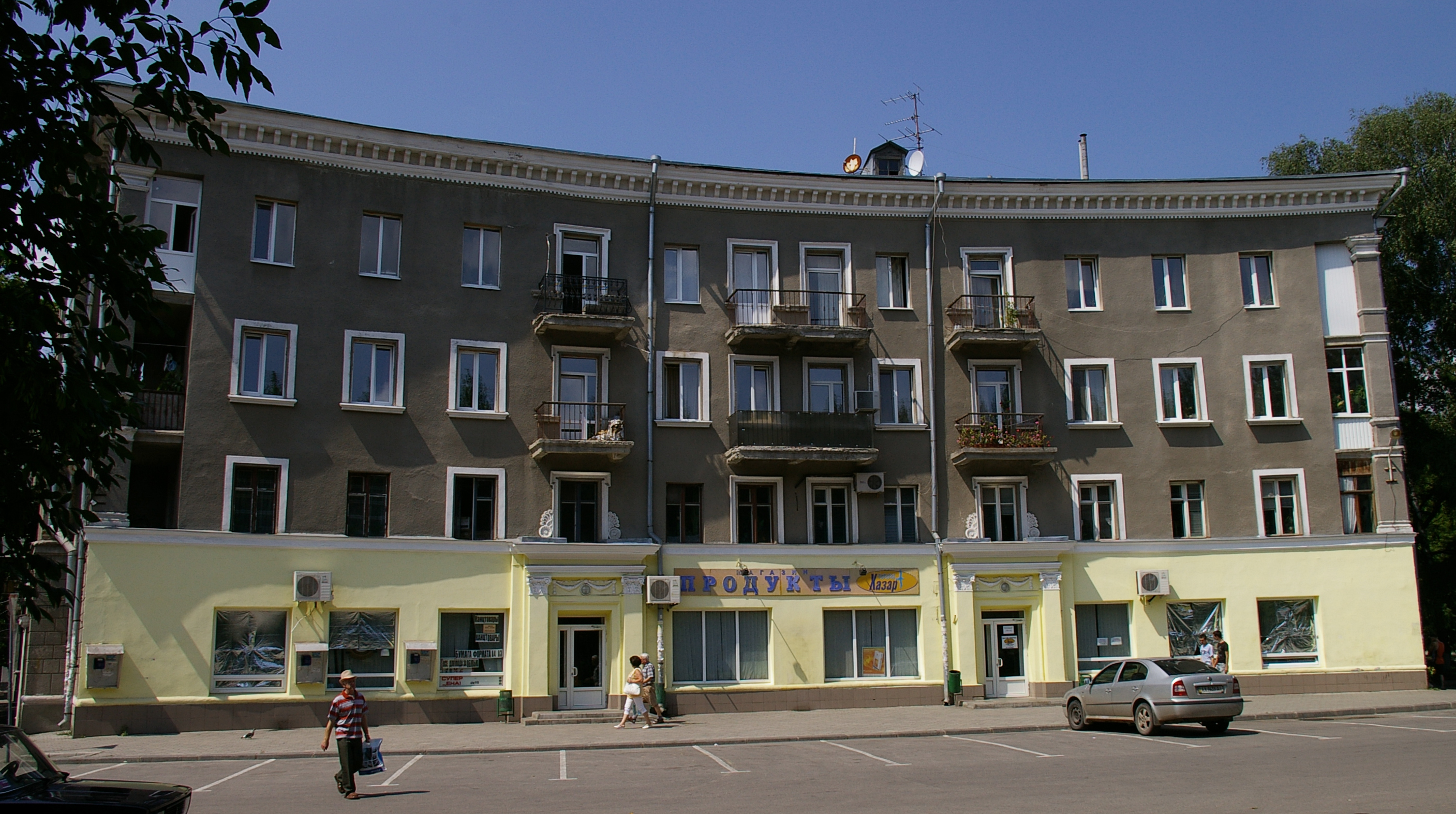
Общежитие № 1
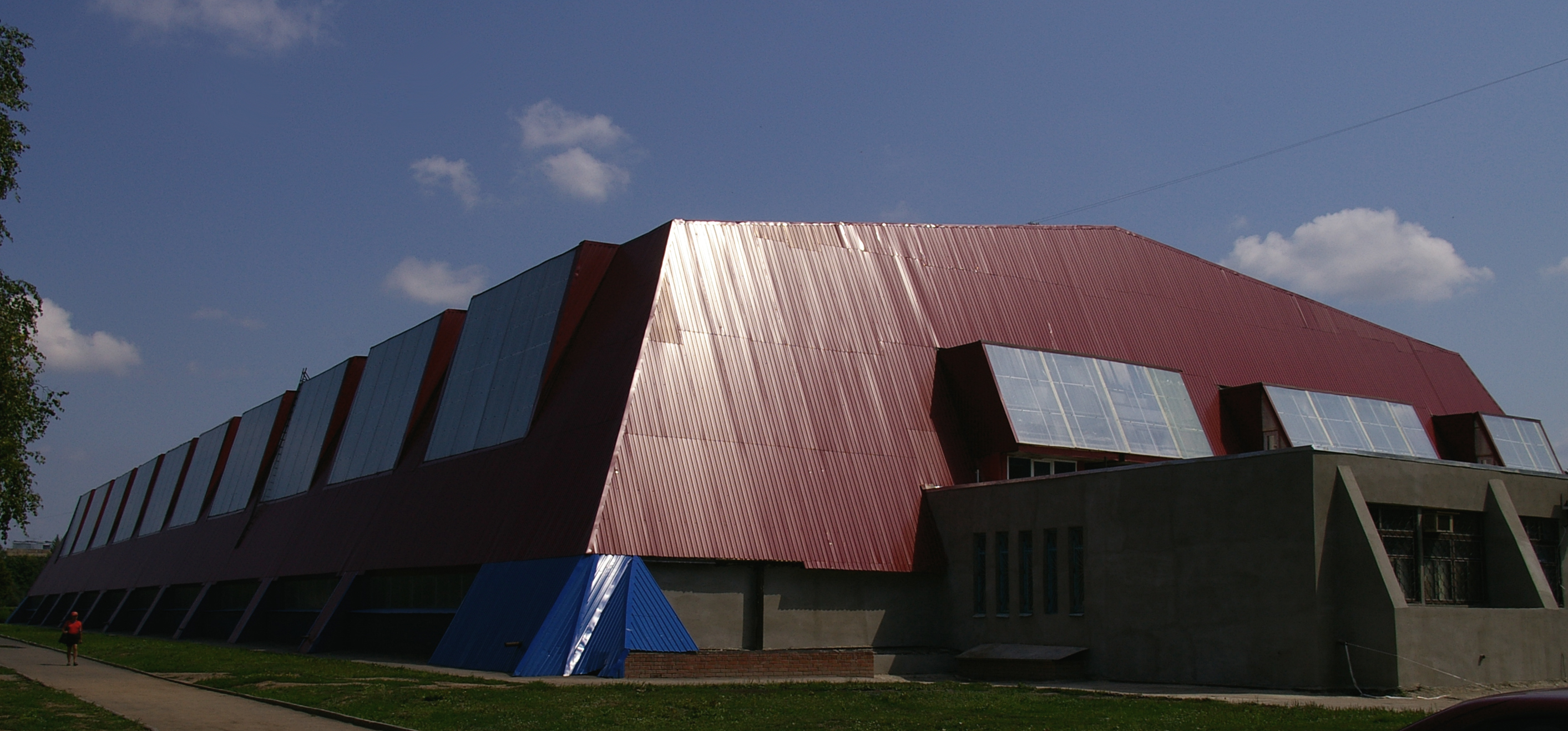
Спортивный манеж
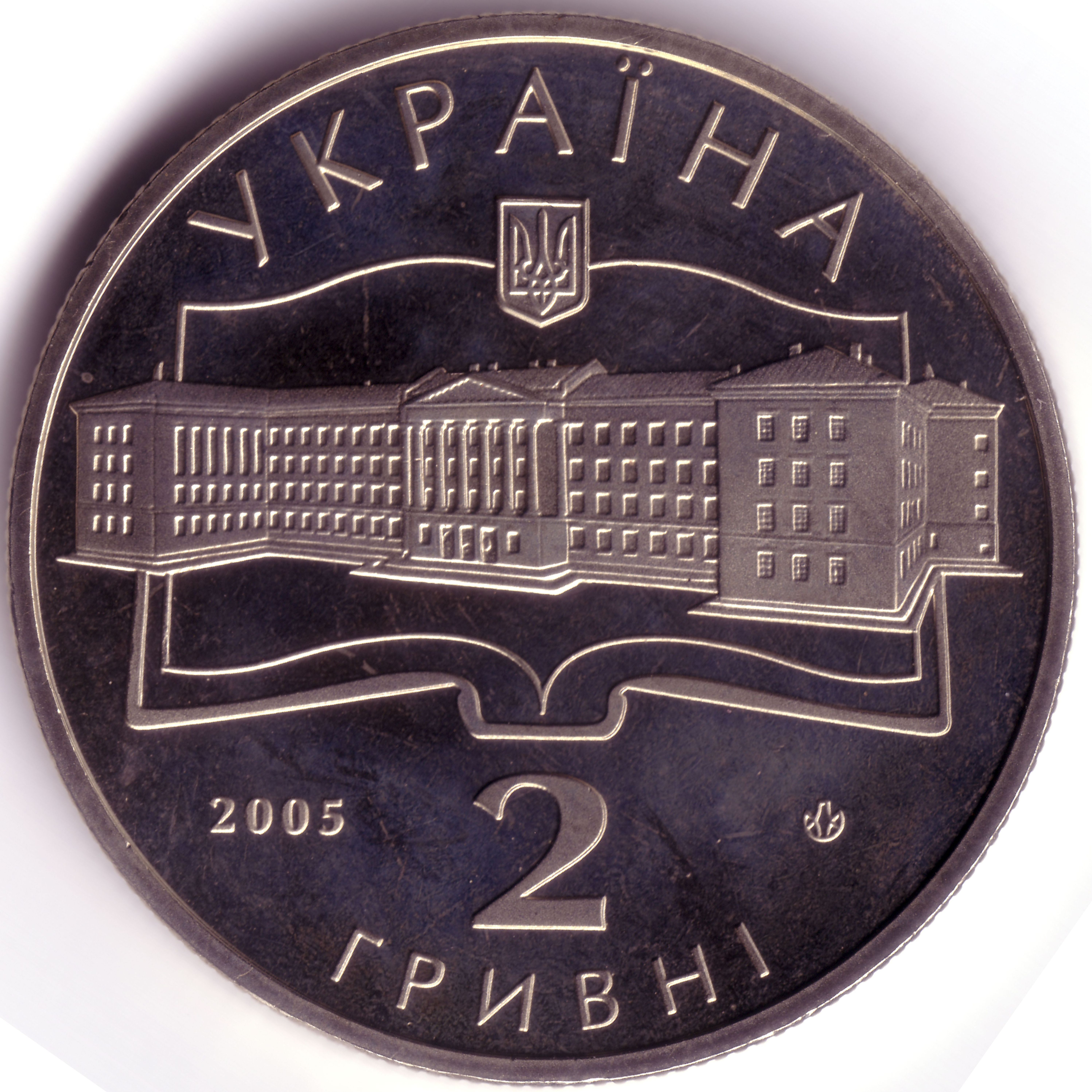
Монета в 2 гривны в честь
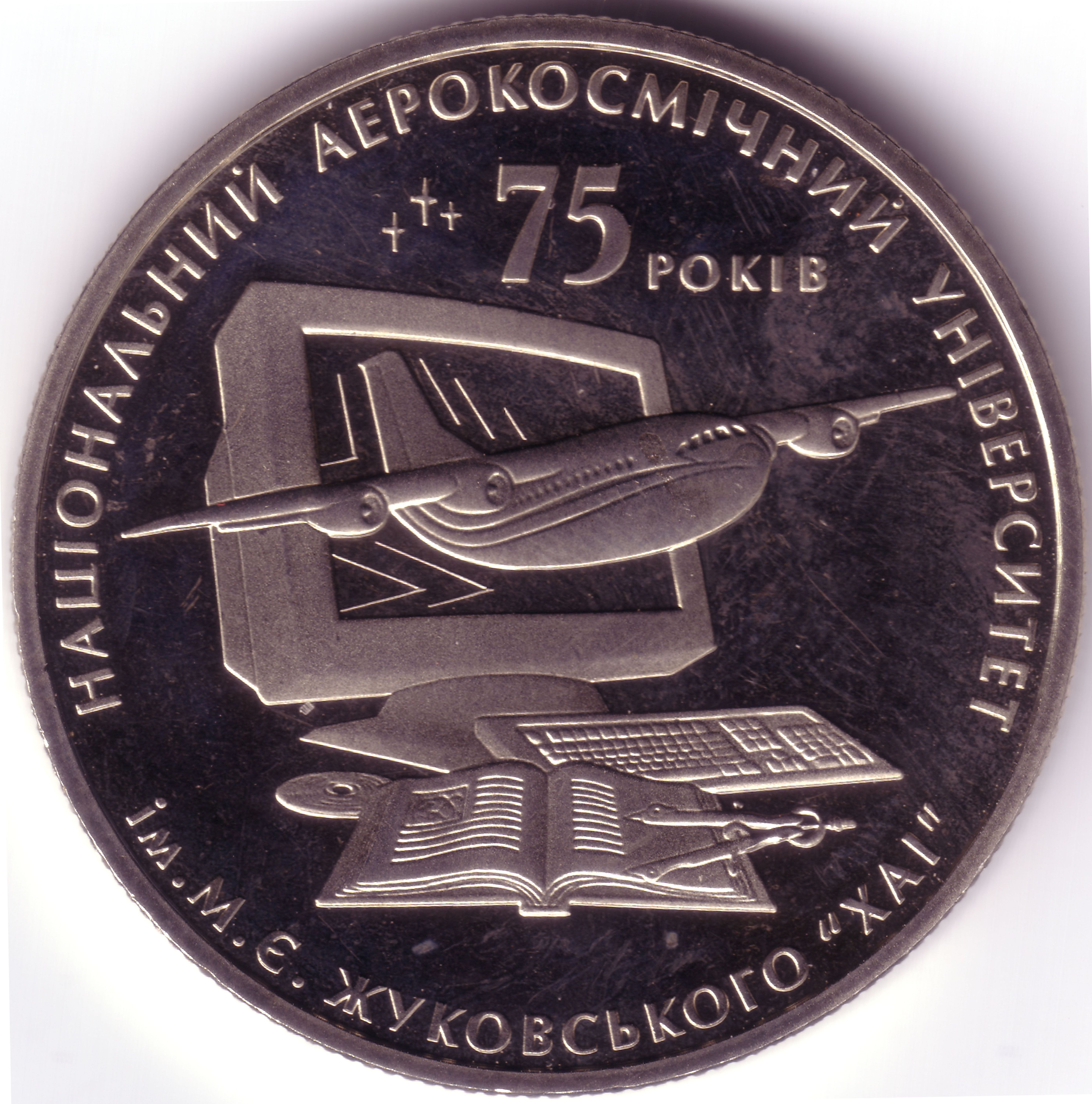
75-летия ХАИ

## Известные выпускники
- Категория:Выпускники Харьковского авиационного института